# 2-deidropantoato 2-reduttasi
La 2-deidropantoato 2-reduttasi è un enzima appartenente alla classe delle ossidoreduttasi, che catalizza la seguente reazione:
(R)-pantoato + NADP+ ⇄ 2-deidropantoato + NADPH + H+